# Молдовень (комуна, Яломіца)
Молдовень, Молдовені (рум. Moldoveni) — комуна у повіті Яломіца в Румунії. До складу комуни входить єдине село Молдовень.
Комуна розташована на відстані 45 км на північний схід від Бухареста, 69 км на захід від Слобозії, 142 км на південний захід від Галаца, 126 км на південний схід від Брашова.

## Населення
У 2009 року у комуні проживали 1360 осіб.

## Зовнішні посилання
- Дані про комуну Молдовень на сайті Ghidul Primăriilor [Архівовано 2 березня 2012 у Wayback Machine.]